# Madagaskarniczek zielonawy
Madagaskarniczek zielonawy (Cryptosylvicola randrianasoloi) – gatunek małego ptaka z rodziny madagaskarniczków (Bernieridae). Opisany po raz pierwszy w roku 1996. Występuje endemicznie na Madagaskarze w jego wschodniej części, lecz nie jest zagrożony wyginięciem.

## Systematyka
Jedyny przedstawiciel rodzaju Cryptosylvicola. Nie wyróżnia się podgatunków.

## Zasięg występowania
Całkowity zasięg występowania szacowany na 115 000 km² obejmuje wschodnią część Madagaskaru. Spotykany na wysokości 900–2500 m n.p.m. w wilgotnych lasach.

## Zachowanie
Obserwowano, gdy madagaskarniczek zielonawy złapał około 1,5-centymetrowego świerszcza, przebywającego na liściu około 3 m nad ziemią. Odnóża zostały zjedzone osobno. Okres lęgowy przypada na październik i listopad. 9 listopada obserwowano osobnika niosącego pożywienie, prawdopodobnie dla piskląt. 21 listopada obserwowano grupę 6 osobników, z czego 3 były młodociane. Odnaleziono gniazdo z trzema jajami. Widywany w stadach wielogatunkowych.

## Status i ochrona
Przez IUCN gatunek klasyfikowany jako najmniejszej troski (LC, Least Concern) nieprzerwanie od roku 2000. Liczebność populacji nie została oszacowana, ale ptak ten opisywany jest jako lokalnie pospolity. Trend liczebności populacji uznawany jest za spadkowy. Zasiedla 12 obszarów uznanych za Important Bird Areas, w tym Park Narodowy Andohahela, Park Narodowy Andringitra, Park Narodowy Zahamena i Park Narodowy Marojejy.